# Torpedo californica
Torpedo californica är en rockeart som beskrevs av Ayres 1855. På svenska förekommer även beteckningarna Californisk darrocka eller Kalifornisk darrocka. Den ingår i släktet Torpedo och familjen darrockor. IUCN kategoriserar arten globalt som livskraftig. Inga underarter finns listade.

## Utbredning och ekologi
Arten lever utanför den nordamerikanska västkusten från British Columbia i Kanada till Baja California i Mexiko. Den vistas i kustnära vatten på djup mellan 3 och 274 m.